# 科羅布基 (卡霍夫卡區)
46°44′8″N 33°29′30″E / 46.73556°N 33.49167°E
科羅布基（烏克蘭語：Коробки）是位於烏克蘭南部的村莊，由赫爾松州卡霍夫卡區的卡霍夫卡市鎮負責管轄。該村始建於1897年，面積0.98平方公里，海拔高度49米，2001年人口2,100，人口密度每平方公里2,363.3人。